# Барановка (Тюменская область)
Барановка — упразднённая деревня в Армизонском районе Тюменской области России. Входила в состав Капралихинского сельского поселения. В 2004 году исключена из учётных данных, в связи с прекращением существования.

## География
Деревня находится в южной части Тюменской области, в лесостепной зоне, в пределах Ишимской равнины, на расстоянии примерно 6 километров (по прямой) к северо-востоку от села Капралиха.
Климат резко континентальный с теплым летом и суровой холодной зимой. Годовое количество осадков — 310 мм. Средняя температура января составляет −18,2 °C, июля — +18,1 °C.

## Население
| 1989 | 2002 |
| ---- | ---- |
| 0    | →0   |